# Ehrlich-Schwöbel-Barriere

Ehrlich-Schwöbel-Barriere an Stufengrenze

Die Ehrlich-Schwöbel-Barriere oder Schwöbel-Barriere ist eine Potentialbarriere, die sich an der Stufenkante mehrlagiger Oberflächen ausbildet. Sie ist benannt nach Richard L. Schwoebel (1931–2012), der sie theoretisch beschrieb, und Gert Ehrlich, der sie 1966 erstmals mit dem Feldionenmikroskop beobachtete.
Für die Ehrlich-Schwöbel-Barriere gilt:
{\displaystyle E_{\mathrm {ES} }=E_{\mathrm {B} }-E_{\mathrm {diff} }}
mit
- der Aktivierungsenergie {\displaystyle E_{\mathrm {B} }} zur Überwindung des Potentialwalls an der Stufenkante
- der Energie {\displaystyle E_{\mathrm {diff} }}, die zur Überwindung der Diffusions-Barriere notwendig ist.

Die Ehrlich-Schwöbel-Barriere hängt ab vom Material und der Kristallebene. Unterhalb der Kante ist die Bindung dafür umso stärker.
Für
{\displaystyle E_{\mathrm {ES} }\gg E_{\mathrm {diff} }} bzw. {\displaystyle E_{\mathrm {diff} }<kT<E_{\mathrm {B} }} (mit der Boltzmann-Konstante {\displaystyle k} und der absoluten Temperatur {\displaystyle T})
hemmt die Schwöbel-Barriere die Diffusion zwischen den Lagen und beeinflusst so Wachstum und Ausbildung von Inseln. In diesem Fall werden die Teilchen an ihr reflektiert. Auch von Seiten der Potentialmulde aus können keine Atome über die Stufenkante diffundieren.
Wenn sich an der Grenze von Adatominseln nach gleichmäßiger Keimbildung eine Schwöbel-Barriere ausbildet, kommt es zum 3D-Wachstum ohne Diffusion. Die Inselflächen sind dann, in Abhängigkeit von ihrer Höhe, Poisson-verteilt.